# Central Plaza
22°16′48″N 114°10′25″Ø / 22.28000°N 114.17361°Ø
Central Plaza er en skyskraber som ligger i Hongkong og er 374 meter høj og har 78 etager. Bygningen stod færdig i februar 1992 og er har et areal på 7,230 m². På toppen af skyskraberen er der en slags pyramide. Deroppe ligger verdens højestbeliggende kirke. Central Plaza var den højeste bygningen i Asien fra 1992 til 1996, indtil at Shun Hing Square stod færdigt.